# لین سیلمن
لین سیلمن (انگلیسی: Lynn Silliman؛ زادهٔ april ۲۴, ۱۹۵۹ (۶۶ سال)) ورزشکار روئینگ اهل ایالات متحده آمریکا است.
وی در مسابقات کشوری و بین‌المللی در مجموع برندهٔ ۱ مدال نقره، ۱ مدال برنز شده‌است.